# Рупені Каукаунібука
Рупені Кауканікбука (фідж. Rupeni Caucaunibuca; нар. 5 червня 1980) — фіджійський регбіст, знаний за виступами на позиціях вінга та центрового центру. Виступав у першості провінцій Нової Зеландії за клуб «Нортленд», у Супер Регбі за «Блюз» і в чемпіонаті Франції за «Ажен» і «Тулузу».

## Біографія

### Ранні роки
Народився 5 червня 1980 року в селі Набуалу в провінції Буа, через яку отримав прізвисько «Куля з Буа» у роки спортивної кар'єри. У селі був також знаний під прізвиськом «Рапс». Батько — Емосі Расакі, був священником у церкві в провінції Буа на півночі Фіджі. Сім'я Рупені багато подорожувала, на життя заробляла ловом риби. З дитинства Рупені захоплювався регбі, не підозрюючи про можливість укласти контракт. У 2000 році Каукаунібука потрапив у поле зору Рупені Равону, тренера регбійної команди поліції Фіджі. Він став гравцем національної збірної з регбі-7, якою свого часу керував Равону. У її складі він виграв срібні медалі Ігор Співдружності 2002 року у Манчестері, а також виступав у Світовій серії. У 2001 році виступав за фіджійську команду «Таїлеву», куди його запросив Рату Кітіоне Весікула, а потім виступав у команді провінції Нортленд у чемпіонаті провінцій Нової Зеландії.

### Початок професійної кар'єри
З 2002 року Каукаунібука грав у новозеландському клубі «Блюз» найпрестижнішого чемпіонату Супер Регбі: хоча початок його кар'єри був ознаменований невеликою травмою, надалі він прославився як один із найкращих вінгерів Супер Регбі та всього світового регбі. Водночас його спробували переконати виступати на міжнародному рівні за новозеландських «Олл Блекс», але Каукаунібука відмовився змінювати спортивне громадянство. 18 серпня 2003 року дебютував за збірну Фіджі з регбі матчем проти Аргентини, виступивши на чемпіонаті світу в Австралії та зігравши там два матчі. У грі проти Франції (поразка 18:61) Рупені, який грав під номером 11, відзначився спробою, яку заніс по центру, перед цим здійснивши прорив лівим флангом; також він відзначився двома спробами проти Шотландії (поразка 20:22). Багато журналістів називали Каукаунібуку найперспективнішим атакувальником у світовому регбі. Але вже тоді у гравця почали відзначати проблеми з дисципліною: у Новій Зеландії Каукаунібука регулярно запізнювався на клубні ігри, хоча винаймав будинок поруч зі стадіоном; на самому чемпіонаті світу 2003 року Рупені заробив двоматчеву дискваліфікацію за удар француза Олів'є Маня.

### Пік кар'єри: перемоги та скандали в «Ажені»
З 2004 року Каукаунібука грав у Франції у чемпіонаті Топ-14 за клуб «Ажен». Наприкінці травня 2005 року Каукаунібука повернувся на Фіджі для підготовки до тест-матчів проти новозеландських маорі й «Олл Блекс», а також до матчів кваліфікації на Кубок світу 2007 року, проте не зіграв у жодному з цих матчів, запланованих на літо — як з'ясувалося, Каукаунібука мав дуже серйозні проблеми з дисципліною. Він не потрапив у заявку на матч проти Тонги та відмовився летіти на Самоа на матч проти Самоа, покликавшись на те, що у його дружини Кари на Фіджі сталося запалення зубів. Фіджійська регбійна спілка не почула пояснення регбіста і на рік усунула від матчів за збірну, викресливши із заявки збірної на осіннє турне Європою 2005 року і на Кубок трьох тихоокеанських націй 2006 року. У травні наступного року Каукаунібука перепросив за вчинок, і дискваліфікацію достроково зняли. Після повернення Каукаунібука зіграв за збірну Фіджі в матчі проти другої збірної Нової Зеландії у Суві та заніс спробу, але його команда програла 17:35. У середині року під час серії тест-матчів збірна Фіджі зіграла проти Італії і завдяки чотирьом спробам обіграла італійців 29:18, одна з цих спроб належала саме Каукаунібуку.
У липні 2006 року «Каукау», як його ще називали, не прибув на передсезонне тренування французького клубу «Ажен». Керівництво клубу спростувало чутки про те, що Каукаунібука знову прогуляв тренування, і заявило, що у гравця був діагностований тропічний вірус за час перебування на Фіджі. У серпні 2006 року Рупені виписався з лікарні, скинувши за час лікування 12 кг — за його словами, хвороба була настільки серйозною, що його знайомий, новозеландський регбіст Глен Сабрицкі, постійно думав про серйозну загрозу життю Каукау. У Францію він не полетів, оскільки лікар заборонив на якийсь час здійснювати далекі перельоти, і залишився з дружиною — незабаром у нього народилася дочка. У зв'язку з відсутністю Рупені пішли чутки про його дострокове завершення кар'єри, але агент гравця спростував чутки та пообіцяв, що Каукаунібука прибуде до клубу за першої можливості. Для Каукау було звичайною справою у разі травм або серйозних хвороб повертатися додому та не попереджати майже нікого. Після отримання дозволу у жовтні 2006 року Каукау прибув до Франції та дебютував у матчі Кубка Гейнекен 2006/2007 проти Единбурга (перемога 19:17), отримавши приз найкращого гравця матчу. Два сезони поспіль Каукаунібука справно ставав найкращим бомбардиром за спробами у Топ-14. У жовтні 2006 року він отримав приз найкращого гравця року у Франції.
У 2006 році Каукау отримав запрошення до збірної тихоокеанських регбістів «Пасіфік Айлендерс» для турне Європою, але зіграв лише один матч проти Шотландії, занісши спробу в матчі та віддавши голевий пас на Деніела Лео, що поклав іншу спробу — першу гру проти Уельса Рупені пропустив, а перед третьою проти Ірландії втратив свій паспорт. 9 квітня 2007 року пролунав ще один скандал: допінг-тест після матчу 24 березня між «Аженом» і «Монтобаном» показав, що в організмі Каукаунібукі були знайдені сліди марихуани, за це спортсмен отримав негайну дискваліфікацію на 3 місяці. Команда і так виступила дуже погано у сезоні 2006/2007, а після дискваліфікації Каукаунібука нічим не відзначився — за 11 матчів заніс лише одну спробу. Слабкий виступ став причиною того, що його не запросили до збірної Фіджі перед Кубком світу у Франції. Лише 23 грудня 2007 року він повернувся в команду в матчі проти «Тулона», зробивши три спроби та принісши перемогу 33:0. За словами Кирила Кульоміна, за час ігор за «Ажен» Каукаунібука неодноразово порушував режим, прогулюючи тренування та запізнюючись на матчі. Якщо в перші два роки вдачу Каукаунібукі ще вдавалося стримувати та привчати його до поваги до розкладу, то після зміни тренерського штабу у 2006 році Каукаунібука одного разу вийшов з-під контролю, влаштував собі позапланові канікули та не прилетів до Франції на збір команди, за що йому припинили переведення зарплати протягом двох місяців. Після довгих пошуків його таки знайшли: він прилетів до Франції, але спізнився на стикувальний рейс з Парижа до Ажена та змушений був їхати на таксі 600 км. Клуб отримав від таксиста рахунок на суму від 500 до 600 євро, проте надалі Каукаунібука компенсував свій недолік дисципліни самовіддачею, виходячи на поле навіть з травмою.

### Вихід з «Ажена» та перерва через травму
У лютому 2008 року після серії травм Рупені залишив клуб і в липні перейшов у команду фіджійської провінції «Таїлеву», за яку грав у Кубку Digicel, провівши 4 гри та набравши 25 очок завдяки 5 спробам. Після цього йому стали знову надходити пропозиції, зокрема і від англійського «Лестер Тайгерс», проте на оглядах клуб вирішив не брати гравця — фіджієць Сірелі Бобо, що перейшов у «Расінг Метро 92», назвав все, що сталося «цирком», а Каукау — «Ганьбою фіджійського регбі». Того ж року Каукау намагався зі збірною Фіджі виступити на етапі Світової серії у Дубаї, але був виключений зі збірної. Тренер збірної Вайсале Сереві повідомив за кілька днів, що Каукаунібука відлетів до Франції й уклав знову контракт з «Аженом», вирішивши дограти до кінця сезону 2008/2009. 13 червня 2009 року Каукау оголосив про остаточний вихід зі збірної Фіджі, пояснивши, що ніколи не приносив команді успіх, хоча за рік, в інтерв'ю від 18 березня 2010 року заявив, що хотів би зіграти на чемпіонаті світу 2011. За підсумками сезону 2009/2010 до Про Д2 він заніс 13 спроб і допоміг клубу «Ажен» вийти в Топ-14, вирушивши готуватися у збірній Фіджі для тест-матчу у Канберрі проти австралійців, запланованого на 5 червня 2010 року. Запізнившись на збір клубу, він отримав повідомлення, що контракт з ним розірвано, оскільки ні гравці, ні тренерський штаб більше Каукаунібуке не довіряли. Загалом у кар'єрі він відзначився 65 спробами у складі «Ажена» у 108 іграх у Топ-14.
У жовтні 2010 року Каукау перейшов до складу «Тулузи» як «медичний джокер» на випадок травми центрового Янна Давида — трансферу сприяв вінгу Вілімоні Деласау. З урахуванням того, що гравця не зареєстрували, виступати в Кубку Гейнекен 2010/2011 він міг лише у разі виходу команди до чвертьфіналу. 26 листопада 2010 року зіграв за клуб «Барбаріанс Франсез» (або «Французькі варвари» — аналог «Барбаріанс») проти Тонги, а на початку сезону 2011/2012 у дебютній грі сезону проти «Байонне» він отримав травму паху та коліна, які вимагали оперативного втручання. Таким чином, перебування Рупені в Тулузі виявилося короткостроковим: протягом 22 місяців йшов процес відновлення, що не дозволило Каукау повернутися на попередній рівень.

### Завершення кар'єри
У березні 2013 року Рупені повернувся в «Нортленд» з метою спробувати зіграти знову в Супер Регбі, але провів всього 3 матчі — керівництво клубу говорило, що все залежатиме від форми Рупені та його бажання повернутися у великий спорт. Того ж 2013 року він його викликали у збірну легенд Нової Зеландії — «Класік Олд Блекс» — для гри 12 червня 2013 року проти Фіджі з метою ознаменування 100-річчя регбі на Фіджі. У листопаді 2014 року Каукау заявив, що хотів би виступити на Олімпіаді в Ріо-де-Жанейро за Фіджі, а того ж місяця пішов з «Ажена». У 2014 та 2015 роках він грав на Шрі-Ланці за команду збройних сил Шрі-Ланки та за клуб «Канді», а після завершив кар'єру та повернувся на батьківщину. У 2017 році виступав у матчі між збірними зірок Австралії та Фіджі.

## Статистика

### Клуби
Нижче наводяться дані виступів за 2002—2014 роки.
| Змагання       | Клуб           | Сезон     | Матчів | Спроби | Окуляри | Жовті картки | Червоні картки |
| -------------- | -------------- | --------- | ------ | ------ | ------- | ------------ | -------------- |
| Супер Регбі    | Окленд Блюз    | 2002      | 1      | 2      | 10      | 0            | 0              |
| Супер Регбі    | Окленд Блюз    | 2003      | 9      | 8      | 40      | 0            | 0              |
| Супер Регбі    | Окленд Блюз    | 2004      | 4      | 5      | 25      | 0            | 0              |
| Топ-14         | Ажен           | 2004/2005 | 25     | 16     | 80      | 0            | 1              |
| Топ-14         | Ажен           | 2005/2006 | 23     | 17     | 85      | 2            | 1              |
| Топ-14         | Ажен           | 2006/2007 | 11     | 1      | 5       | 1            | 0              |
| Про Д2         | Ажен           | 2007/2008 | 3      | 3      | 15      | 0            | 0              |
| Про Д2         | Ажен           | 2008/2009 | 16     | 12     | 60      | 0            | 0              |
| Про Д2         | Ажен           | 2009/2010 | 23     | 13     | 65      | 1            | 0              |
| Топ-14         | Стад Тулузен   | 2010/2011 | 12     | 5      | 25      | 0            | 0              |
| Топ-14         | Стад Тулузен   | 2011/2012 | 1      | 0      | 0       | 0            | 0              |
| Кубок ITM      | Нортленд       | 2013/2014 | 6      | 2      | 10      | 0            | 0              |
| Про Д2         | Ажен           | 2014/2015 | 3      | 0      | 0       | 0            | 0              |
| За всю кар'єру | За всю кар'єру | 2002-2014 | 267    | 87     | 435     | 5            | 2              |

### Збірні
Нижче наводяться дані виступів за 2003—2011 роки.
| Збірна            | Рік       | Товариські матчі | Товариські матчі | чемпіонат світу | чемпіонат світу | Разом | Разом  | Окуляри |
|                   |           | Матчі            | Спроби           | Матчі           | Спроби          | Матчі | Спроби | Окуляри |
| ----------------- | --------- | ---------------- | ---------------- | --------------- | --------------- | ----- | ------ | ------- |
| Фіджі             | 2003      | 2                | 5                | 2               | 3               | 4     | 8      | 40      |
| Фіджі             | 2004      | 0                | 0                | ні              | ні              | 0     | 0      | 0       |
| Фіджі             | 2005      | 0                | 0                | ні              | ні              | 0     | 0      | 0       |
| Фіджі             | 2006      | 2                | 1                | ні              | ні              | 2     | 1      | 5       |
| Пасіфік Айлендерс | 2006      | 1                | 1                | ні              | ні              | 1     | 1      | 5       |
| Фіджі             | 2007      | 0                | 0                | 0               | 0               | 0     | 0      | 0       |
| Фіджі             | 2008      | 0                | 0                | ні              | ні              | 0     | 0      | 0       |
| Фіджі             | 2009      | 0                | 0                | ні              | ні              | 0     | 0      | 0       |
| Фіджі             | 2010      | 1                | 0                | ні              | ні              | 1     | 0      | 0       |
| Фіджі             | 2011      | 0                | 0                | 0               | 0               | 0     | 0      | 0       |
| Усі збірні        | 2003-2011 | 6                | 6                | 2               | 3               | 8     | 10     | 50      |

## Досягнення
- Найкращий бомбардир зі спроб Чемпіонату Франції (Топ-16 / Топ-14): 2004/2005 (16 спроб), 2005/2006 (17 спроб)
- Найкращий гравець Чемпіонату Франції: 2005/2006
- Найкращий бомбардир зі спроб Про Д2: 2010 (13 спроб)

## Стиль гри
Завдяки своїй швидкості, масі, міці та низькому центру мас Каукаунібука як вінгер міг заносити видатні спроби в іграх за клуб та збірну. З часом останніми роками його виступів у Топ-14 через зайву вагу він уже грав не на позиції вінгера, а як центрового, і спроби у його виконанні вже стали не такими видовищними.
Ряд відомих регбістів називали Каукаунібуку одним з найшвидших і найвидатніших гравців світу: шотландець Кріс Патерсон пророкував велике майбутнє фіджійцю, стверджуючи, що Каукау належить до тих гравців, які можуть поодинці вирішити результат матчу, центровий збірної Англії Майк Тіндолл називав його найкращим гравцем, проти якого коли-небудь грав, а російський замок Кирило Кульомін, який також грав у «Ажені», вважав Каукаунібуку одним з найкращих своїх одноклубників у світі — в одному з матчів Каукаунібука вирвався із захоплення, організованого чотирма регбістами, і заніс спробу.